# Gênero teatral
Gênero teatral é uma definição sempre questionável. Como toda generalização, sempre tenderá a negligenciar particularidades de cada obra individual e, como toda definição, ela será sempre marcada por questões e pontos de vista culturais inerentes de cada época.
René Wellek e Austin Warren, em sua obra Teoria da Literatura, distinguem duas definições sobre o gênero: a do pensamento clássico e a do pensamento moderno:
A teoria clássica, de caráter normativo e prescritivo, se importava em quanto cada gênero diferia do outro, quanto a natureza e ao prestígio e considerava que os gêneros "deveriam ser mantidos separados". Esta se preocupava em procurar essências de cada um e discrimina

## Gêneros teatrais
- Auto
- Comédia
- Drama
- Farsa
- Mímica
- Melodrama no teatro
- Ópera
- Musical
- Revista
- Stand-up comedy
- Surrealismo
- Tragédia
- Tragicomédia
- Teatro na escola
- Teatro de feira
- Teatro de improvisação
- Teatro invisível
- Teatro de fantoches
- Teatro de sombras
- Teatro lambe-lambe

- Circo